# Breda PG
El Breda PG (acrónimo de Presa Gas, accionado por gas en italiano) fue un prototipo de fusil automático fabricado por Breda. 

## Historia y desarrollo
El PG era un fusil accionado por gas que tenía un cargardor extraíble de 20 cartuchos. Fue evaluado por el gobierno italiano y vendido a Costa Rica. Los fusiles italianos eran semiautomáticos y disparaban el cartucho 6,5 x 52 Mannlicher-Carcano, mientras que los fusiles costarricenses eran automáticos y disparaban el cartucho 7 x 57 Mauser en modo ráfaga corta (4 disparos). Esto hace que el PG sea el primer fusil automático con modo ráfaga corta del mundo.
Antes de su disolución en 1948, el Ejército de Costa Rica compró alrededor de 400 fusiles Breda PG.
Por lo menos un Breda PG costarricense fue evaluado en el Terreno de pruebas de Aberdeen para ayudar a desarrollar el modo ráfaga corta (3 disparos) del fusil M16.